# Łękawka (wieś)
Łękawka – wieś w Polsce położona w województwie małopolskim, w powiecie tarnowskim, w gminie Tarnów.
Wieś w powiecie pilzneńskim w województwie sandomierskim w latach 70. XVI wieku była własnością wojewody kijowskiego Konstantego Wasyla Ostrogskiego. W latach 1975–1998 miejscowość administracyjnie należała do województwa tarnowskiego.
W roku 2021 we wsi mieszkało 779 osób, z czego 51,7% mieszkańców stanowiły kobiety, a 48,3% mężczyźni
We wsi znajduje się szkoła podstawowa oraz kościół pw. Matki Boskiej Częstochowskiej.

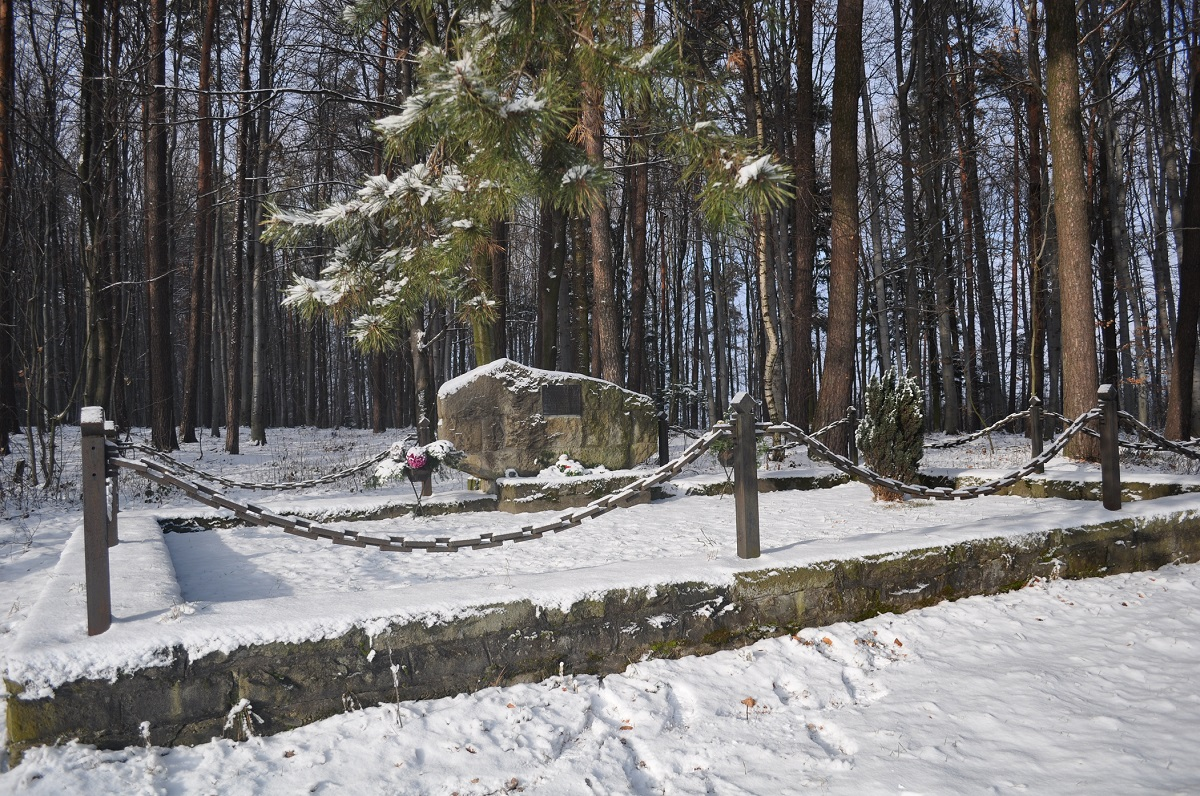
Zbiorowa mogiła na granicy Poręby Radlnej i Łękawki. Ciała ofiar ekshumowano z pobliskiego lasu w 1959. Fot. 16.01.2016.jpg

Przez wieś przechodzi żółty szlak turystyczny, zielona droga rowerowa oraz droga św. Jakuba Via Regia, prowadząca do Santiago de Compostela w Hiszpanii.

## Geografia
Wieś położona jest w północnej części Pogórza Ciężkowickiego. Przez wieś przepływa kilka strumieni, z czego największy nosi nazwę Wątoczek i jest lewym dopływem potoku Wątok. Krajobraz Łękawki jest krajobrazem charakterystycznym dla Pogórza Karpackiego. Wieś znajduje się w kotlinie pomiędzy trzema wzgórzami o wysokości zbliżonej do 400 m n.p.m. tj. górą św. Marcina, Trzemeską Górką i Słoną Górą (dawniej Górskie).

## Części wsi
| SIMC    | Nazwa         | Rodzaj    |
| ------- | ------------- | --------- |
| 0832924 | Kamionna      | część wsi |
| 0832930 | Za Ostrą Górą | część wsi |

## Historia
Pierwsza wzmianka o wsi Łękawka pochodzi z roku 1386, ale najprawdopodobniej osada istniała w tym miejscu już wcześniej i być może wiąże się to nawet z późnym paleolitycznym osadnictwem na ziemi tarnowskiej. Według miejscowej legendy pierwszymi mieszkańcami wsi mieli być Jędrzej i Jewka.
Na początku XIX wieku jeden z mieszkańców Łękawki, znany jako Bolek, zajmował się wytwarzaniem instrumentów lutniczych. Lira konstrukcji Bolka była używana przez „ludowego dentystę” Andrzeja Sobka z Łękawki do łagodzenia bólu swoich pacjentów. W latach 1887–1888 istniała w Łękawce pierwsza szkoła. W wyniku zezwolenia C.K. Rady Szkolnej Krajowej w 1902 szkoła w Łękawce pojawiła się na nowo. Szkoła ta była wciąż zależna administracyjnie od szkoły w Porębie Radlnej i dopiero rok później szkoła w Łękawce stała się niezależna.
W czasie I wojny światowej w okolicy wsi toczyły się walki pomiędzy armią rosyjską a austro-węgierską. Budynek szkoły oraz inne budynki w Łękawce były zajmowane przez wojska rosyjskie przez okres od 9 listopada 1914 do 5 maja 1915 roku. Najbliższy cmentarz wojenny z tego okresu znajduje się przy granicy Łękawki z miejscowością Zabłędza (cmentarz nr 174) i kryje on zwłoki 35 Rosjan. Cmentarz został zaprojektowany przez znanego austriackiego projektanta cmentarzy wojennych Heinricha Scholza, będącego kierownikiem artystycznym i głównym projektantem VI okręgu cmentarnego „Tarnów”, w którym znajduje się 61 cmentarzy wojennych z tego okresu.
W okresie trwania II wojny światowej, w okolicznych lasach niejednokrotnie stwierdzano aktywność oddziałów partyzanckich. Jednym z takich oddziałów był oddział „Pelagia” z Pleśnej. W dniach 29 lipca 1940, 24 grudnia 1940 i 12 lutego 1944 w leśnych wąwozach na granicy Piotrkowic, Poręby Radlnej i Łękawki odbyły się egzekucje Polaków, więźniów tarnowskiego więzienia. W wyniku tych egzekucji zginęło 68 osób, głównie inteligencja. Jeden ze skazanych zdołał uratować życie uciekając w głąb lasu. Po wojnie ekshumowano ofiary egzekucji, a ciała umieszczono w masowym grobie uwieńczonym pomnikiem. Pomnik ten znajduje się przy drodze wojewódzkiej nr 977.
W 1977 roku w granicach administracyjnych wsi, mieszkaniec Piotrkowic znalazł największego wówczas grzyba świata. Był to szmaciak gałęzisty o wadze 15 kilogramów i średnicy kapelusza wynoszącej 1 metr. Grzyb został wpisany do księgi rekordów Guinnessa. Przy drodze wojewódzkiej 977 w miejscowości Łękawka postawiono pomnik znalezionego grzyba, który został zniszczony przez nieznanych sprawców.
Kamień węgielny pod budowę kościoła poświęcił w 1982 papież Jan Paweł II. Po 10 latach budowy w 1991 poświęcona została kaplica pw. MB Częstochowskiej w Łękawce. Powstała ona z fundacji mieszkańców oraz Polonii w USA. 22 lutego 2009 erygowano tu osobny rektorat parafii w Porębie Radlnej. 28 czerwca 2015 biskup tarnowski Andrzej Jeż podpisał dekret, tworząc tym samym parafię w Łękawce.